# Bilhética na Área Metropolitana de Lisboa
A bilhética dos transportes da Área Metropolitana de Lisboa, apesar do historicamente grande número de operadores distintos, tem convergido em direção a um sistema único que abrange os vários operadores ferroviários, rodoviários e fluviais da região. Caracteriza-se atualmente pela uniformização da tecnologia – cartões sem contacto – e pelos passes intermodais Navegante Municipal e Navegante Metropolitano introduzidos em 2019 no âmbito do Programa de Apoio à Redução do Tarifário dos Transportes Públicos (PART), os quais englobam a generalidade dos operadores e municípios da região.

## Área de abrangência

A Área Metropolitana de Lisboa.

O atual sistema de bilhética da Área Metropolitana de Lisboa funciona de forma integrada em todos os seus 18 municípios, havendo também alguns casos onde a sua abrangência se estende para a Comunidade Intermunicipal do Oeste e para Comunidade Intermunicipal do Alentejo Central, fruto das ligações rodoviárias e ferroviárias existentes entre a duas Comunidades Intermunicipais e a Área Metropolitana de Lisboa. Esta extensão da abrangência implica no entanto um acréscimo ao custo regular dos títulos de transporte, valor alcançado após negociações entre as várias partes.

## Sistema VIVA
O primeiro sistema de bilhética integrada da região de Lisboa foi o sistema Viva. Foi anunciado pelo Metropolitano de Lisboa, com a participação do secretário de Estado dos Transportes, Rui Cunha, a 14 de novembro de 2001, com a apresentação do Cartão Lisboa VIVA.  Através deste sistema, cartões sem contacto de papel ou plástico permitiam o carregamento de títulos de transporte em vários operadores de transportes públicos. É posteriormente adotado pela Carris, em dezembro de 2003, pela Transtejo, em outubro de 2004, e pela CP em 2005. 

### Cartão Lisboa VIVA
O cartão Lisboa VIVA era um smart card sem contacto destinado ao carregamento de títulos de transporte para utilização frequente, apesar de ser também utilizável com a modalidade Zapping. Devido à personalização do cartão, este era pessoal e intransmissível, constando do mesmo uma fotografia do proprietário e o seu nome. Contrariamente aos cartões 7 Colinas e VIVA Viagem, o cartão Lisboa VIVA era construído em plástico, mais resistente, e tinha uma validade de 4 anos. A sua emissão tinha um custo de 7€ nos casos normais, com recolha no local de entrega da documentação em 11 dias úteis, ou de 12€ nos casos urgentes, com recolha no local de entrega da documentação em 1 dias útil. No caso de clientes com acesso aos descontos 4_18 e Sub23 o custo de emissão era de 3,50€ nos casos normais e de 6€ nos casos urgentes.

### Cartões 7 Colinas e VIVA Viagem
O primeiro cartão sem contacto utilizável para carregamento de títulos ocasionais das empresas transportadoras aderentes da região de Lisboa foi o 7 Colinas. Era maioritariamente construído em papel, apresentava uma coloração maioritariamente azul e tinha um custo de aquisição de 0,50€. Para a sua utilização, os passageiros, tinham de carregar este cartão com o título de transporte pretendido, em qualquer ponto de venda aderente. Este cartão podia ser utilizado para carregar títulos da Carris, Metropolitano de Lisboa, Fertagus, CP, Transtejo e Soflusa. Os títulos que podiam ser carregados neste cartão, tanto podiam ser abranger mais do que uma operadora, como a modalidade Zapping (no qual é carregado um valor monetário em Euros), como podiam ser exclusivos, como era o caso de um bilhete simples Carris / Metropolitano de Lisboa. Este cartão tinha a validade de um ano após o carregamento do primeiro título de transporte, e deixava de poder ser carregado findo este prazo. Os títulos de transporte que se encontravam já carregados no cartão podiam ser transferidos para um novo cartão sem prejuízo para o passageiro.
O cartão VIVA Viagem foi o sucessor do cartão 7 Colinas. Era igualmente construído em papel, apresentava uma coloração maioritariamente verde e tinha também um custo de aquisição de 0,50€. Durante o seu período de utilização a maioria dos operadores de transporte público da região de Lisboa já tinham adaptado os seus sistemas de forma a torná-los compatíveis com este tipo de cartão, não estando por isso limitado aos operadores válidos durante a era do cartão 7 Colinas. Os títulos de transporte possíveis de carregar neste cartão, assim como a validade e possibilidade de transferência do título de transporte carregado após o fim desta, eram os mesmos que os que já existiam no cartão 7 Colinas.

## Navegante

### Cartões Navegante
No dia 8 de Setembro de 2021 foram lançados os cartões Navegante, um na modalidade ocasional, para utilização pontual dos transportes públicos, e outro na modalidade personalizado, para utilização frequente. Ambos apresentam uma nova imagem e serviram como o derradeiro passo para que a marca Navegante estivesse presente em todos os meios, passando a ser o nome e marca gráfica de tudo o que fosse associado à bilhética da região de Lisboa.

#### Navegante Ocasional
O cartão Navegante Ocasional é o sucessor do cartão VIVA Viagem. É igualmente construído em papel, apresenta uma coloração maioritariamente amarela e tem também um custo de aquisição de 0,50€ e uma validade de 1 ano após o carregamento do primeiro título de transporte. Podem ser carregados neste todos os títulos de transporte válidos para os seus antecessores, sendo na mesma possível a transferência do título de transporte carregado após o fim da data de validade do cartão.

#### Navegante Personalizado
O cartão Navegante Personalizado é o sucessor do cartão Lisboa VIVA. É igualmente construído em plástico, apresenta uma coloração maioritariamente preta e amarela e tem também uma validade de 4 anos. Tal como o seu antecessor, é um cartão pessoal e intransmissível e conta, no seu verso, com uma fotografia do proprietário e o seu nome.

### Passes Navegante
No dia 1 de abril de 2019 entraram em vigor os passes Navegante Municipal e Navegante Metropolitano, os quais possibilitavam a viagem em todos os operadores de transporte público dentro de cada município da Área Metropolitana de Lisboa por apenas 30€ ou entre todos os municípios da Área Metropolitana de Lisboa por apenas 40€, respetivamente. Simultaneamente com a entrada em vigor destes novos passes, foram removidos todos os passes de igual abrangência e com valor superior, resultando numa redução drástica do número de títulos de transporte existentes e numa dramática simplificação dos tarifários. Ao contrário de alguns dos passes anteriores, os dois passes Navegante têm uma validade mensal, ou seja, são válidos do primeiro ao último dia do mês para o qual foram carregados. O seu carregamento tem também algumas especificidades, nomeadamente a data limite de carregamento do passe para o respetivo mês ser o dia 25, de dia 26 em diante o passe carregado é apenas válido no mês seguinte.
Mais tarde, a 22 de junho de 2019, entraram em vigor os passes Navegante Municipal Família e Navegante Metropolitano Família, com início do período de carregamento dos mesmos a 26 de julho de 2019. Estes passes, destinados a uso familiar, permitem que 3 ou mais elementos dum mesmo agregado familiar, residentes na Área Metropolitana de Lisboa, possam adquirir um passe para cada elemento com um custo máximo de 2 passes, respetivamente 60€ e 80€, independentemente do número de passes adquiridos. O seu carregamento segue as mesmas restrições que as versões individuais, sendo no entanto necessária a entrega de requerimentos adicionais e validação de dados.

### Atendimento ao cliente
O atendimento ao cliente de assuntos relacionados com os cartões e passes Navegante passa pela utilização dos Espaços Navegante, para além da possibilidade de contacto telefónico e por email, complementados com os Pontos Navegante, com a rede de agentes navegante e outros pontos de venda para carregamento dos passes.

#### Espaços Navegante
Nos Espaços Navegante é possível a apresentação de reclamações ou sugestões, pedir informação sobre o serviço da Carris Metropolitana, adquirir e carregar títulos de transporte assim como os respetivos cartões, trocar ou devolver os passes e bilhetes, resolver falhas que os cartões possam apresentar durante a sua utilização, recuperar ou anular cartões, atualizar os dados que constam do cartão, pedir informações sobre objetos que tenham sido perdidos ou entregar objetos achados. Na fase inicial da Carris Metropolitana vão existir 26 destes espaços espalhados por 15 municípios da Área Metropolitana de Lisboa.

#### Pontos Navegante
Nos Pontos Navegante é possível a aquisição de novos cartões no momento assim como o carregamento de títulos de transporte. Existem 18 destes pontos, 1 por cada município da Área Metropolitana de Lisboa.

#### Rede de vendas
Para além da rede Multibanco, das máquinas de venda automática de títulos de transporte e dos postos de venda dos vários operadores e do Portal VIVA os passes navegante também podem ser carregados nos agentes Payshop que existem nos municípios abrangidos.

## Tarifas
A Transportes Metropolitanos de Lisboa é o órgão encarregado de planificar as tarifas dos distintos meios de transporte intermunicipais dos municípios associados da entidade intermunicipal Área Metropolitana de Lisboa e dos meios de transporte municipais dos municípios delegantes das suas funções de Autoridade de Transportes na entidade intermunicipal, e de estabelecer diversos títulos de transporte.
A quantidade de pessoas que podem usar um mesmo título dependerá de se o cartão é multipessoal, unipessoal ou pessoal. Se é multipessoal permite múltiplas validações na estação de início da viagem, descontando-se uma viagem por cada pessoa que faça uma validação. Os unipessoais só podem ser usados por uma pessoa anonimamente. Os pessoais e os de família requerem a identificação e acreditação que corrobore que se é o beneficiário da bonificação do título.

### Passes
A Área Metropolitana de Lisboa estabeleceu uma série de zonas tarifárias correspondentes aos limites dos concelhos e válidas em todos os transportes, e um passe mensal que permite um número ilimitado de viagens em qualquer transporte. Adicionalmente, o município de Cascais, que optou por não delegar as suas competências municipais próprias de Autoridade de Transportes estabeleceu, na zona tarifária correspondente aos limites do concelho, um passe mensal que permite um número ilimitado de viagens em qualquer transporte.

#### Passes intermodais
Operadores como a Carris, Carris Metropolitana, Comboios de Portugal, Fertagus, Metropolitano de Lisboa, Metro Transportes do Sul e Transtejo e Soflusa permitem a utilização de passes intermodais, com os quais é possível viajar de forma contínua entre vários meios de transporte a um custo bastante reduzido face à utilização de bilhetes ocasionais exclusivos de cada operador.

#### Passes combinados
Tanto a Carris como o Metropolitano de Lisboa oferecem ainda passes combinados, nomeadamente para indivíduos de 3ª idade, reformados e pensionistas, assim como para utilização de parques de estacionamento.

#### Passes próprios
Apesar de a grande maioria dos passes previamente existentes terem sido extintos devido ao surgimento dos passes Navegante, ainda existem na Área Metropolitana de Lisboa alguns passes próprios com utilização exclusiva de um único operador, nomeadamente na Carris, CP - Comboios de Portugal, Metropolitano de Lisboa, Metro Transportes do Sul, Transtejo e Soflusa, MobiCascais e Transportes Coletivos do Barreiro.

### Bilhetes Ocasionais
Para além dos passes, existe também a possibilidade de optar por um título de transporte válido para apenas uma viagem ou para um conjunto reduzido de viagens. Estes títulos de transporte são, geralmente, utilizáveis em apenas um operador de transportes públicos, havendo no entanto casos em que funcionam como um bilhete combinado entre vários operadores de transportes públicos com duração limitada.

#### Zapping
O Zapping é um título pré-pago multioperador e que pode ser usado nas redes de vários operadores. Cada deslocação no Zapping só permite a utilização de um único operador. A mudança de operador implica um novo desconto ao saldo, de acordo com as condições desse operador. O valor da deslocação efetuada é descontado ao saldo remanescente, consoante a tarifa e as condições de utilização em cada operador.

## Programa de Apoio à Redução do Tarifário dos Transportes Públicos
O Programa de Apoio à Redução do Tarifário dos Transportes Públicos, vulgarmente conhecido como PART, é um programa de financiamento público com o objetivo de combater situações que levem à exclusão social, emissão de gases poluentes, poluição da atmosfera, congestionamento rodoviário, ruído e consumo excessivo de energia, através da promoção do uso do transporte público. O financiamento inicial deste programa foi de 104 milhões de euros, provenientes do Fundo Ambiental, dos quais beneficiaram diretamente a Área Metropolitana de Lisboa, a Área Metropolitana o Porto e as 21 Comunidades Intermunicipais. As autoridades de transporte são assim financiadas com uma verbal anual que lhes permite ajustar o seu tarifário, introduzindo títulos de transporte mais baratos ou até mesmo gratuitos, ou aumentar o parque de veículos das suas empresas de transporte público, aumentando assim a oferta disponível.
No caso da Área Metropolitana de Lisboa, foram disponibilizados inicialmente 74,8 milhões de euros por via do PART, os quais permitiram a criação dos 18 passes Navegante Municipal, um para cada concelho, e do passe Navegante Metropolitano e o seu financiamento a médio prazo através da Transportes Metropolitanos de Lisboa. Em contrapartida, a Área Metropolitana de Lisboa comparticipou o programa com uma tranche de 25 milhões de euros.